# The Tax Collector
The Tax Collector är en amerikansk actionthrillerfilm från 2020 skriven, regisserad och producerad av David Ayer. I rollerna syns Bobby Soto, Cinthya Carmona, George Lopez och Shia LaBeouf.
The Tax Collector släpptes för begränsad biopremiär/digital premiär i USA av RLJE Films, den 7 augusti 2020. Skådespelaren Shia LaBeouf fick tatuera hela sitt bröst inför sin roll, med äkta tatueringar.

## Handling
Filmen följer de två tillsynsmännen/skatteindrivarna David Cuevas och Creeper, som arbetar med att samla in pengar från kriminella gäng i Los Angeles till den store gangsterkungen Wizard. När en gammal rival till Wizard kommer till staden, bestämmer sig David Cuevas att göra ett desperat försök att skydda det käraste och dyrbaraste han har från denna rival, sin älskade familj.

## Rollista
| Bobby Soto           | – David Cuevas  |
| Shia LaBeouf         | – Creeper       |
| Cinthya Carmona      | – Alexis Cuevas |
| George Lopez         | – Farbror Louis |
| Jay Reeves           | – Peanut        |
| Lana Parrilla        | – Favi          |
| Chelsea Rendon       | – Lupe          |
| Cheyenne Hernandez   | – Gata          |
| Gabriela Flores      | – Jazmin        |
| Elpidia Carrillo     | – Janet         |
| Jose "Conejo" Martin | – Conejo        |
| Brian Ortega         | – Venom         |
| Brendan Schaub       | – Fat Patrick   |
| Jimmy Smits          | – Wizard Cuevas |
| Cle Shaheed Sloan    | – Bone          |